# Billings, Montana
Billings este sediul comitatului Yellowstone și orașul cel mai populat al statului Montana al Statelor Unite ale Americii.  Billings, care se găsește în partea central-sudică a statului Montana, a prezentat o spectaculoasă creștere a populației sale, de la 89.847 de locuitori, conform Census 2000, la 105.845,, conform unei estimări din anul 2009 a aceluiași United States Census Bureau.
Este considerat cel de-al 60-lea, în termeni de creștere a populației, de pe o listă ce cuprinde 259 de orașe din Statele Unite și pe care, în termeni de valori absolute, Billings ocupă locul 244. Billings nu este doar sediul comitatului Yellowstone GR6, dar și cel mai mare oraș al zonei metropolitane omonime, Billings Metropolitan Area, care este cea mai populată din statul Montana.
Nucleul zonei metropolitane, orașul Billings, este cel mai mare oraș pe o axă nord-sud, dintre Fort Collins din statul Colorado și Calgary din provincia canadiană Alberta, respectiv pe o axă est-vest dintre Sioux Falls din statul [Dakota de Sud]] și Spokane din statul Washington. Poreclit Orașul magic (conform, Magic City), datorită creșterii sale constante, uneori mai rapidă, alteori mai lentă, de la fondarea sa din anul 1882, ca un oraș de-a lungul unei căi ferate, Billings a fost numit după Frederick H. Billings, președinte al companiei Northern Pacific Railroad.
Orașul atrage vizitatori din multiple motive, de la faptul de a fi cel mai mare oraș pe distanțe relativ mari, ca bază de excursii turistice în Parcul Național Yellowstone respectiv în zona Pompey's Pillar, până la vizitarea zonei Bătăliei de la Little Bighorn.  Revista Best Life a clasat Billings ca cel de-al treilea cel mai bun loc din Statele Unite pentru a crește o familie.

## Personalități născute aici
- Maris Wrixon (1916 - 1999), actriță;
- John Dahl (n. 1956), regizor, scenarist;
- Pat Spurgin (n. 1965), trăgătoare de tir;
- Cody Miller (n. 1992), înotător.